# 1567
1567 (MDLXVII) je bilo navadno leto, ki se je po julijanskem koledarju začelo na sredo.

## Dogodki
- na Japonskem pride na oblast Nobunaga; odpravi šogunat in centralizira vlado.

## Rojstva
- 15. maj - Claudio Monteverdi, italijanski skladatelj, violinist, pevec († 1643)
- 21. avgust - Frančišek Saleški, italijanski katoliški teolog in cerkveni učitelj († 1622)

## Smrti
Neznan datum
- Šahgali, kan Kasimskega in Kazanskega kanata (* 1505)